# Slijmzwammen

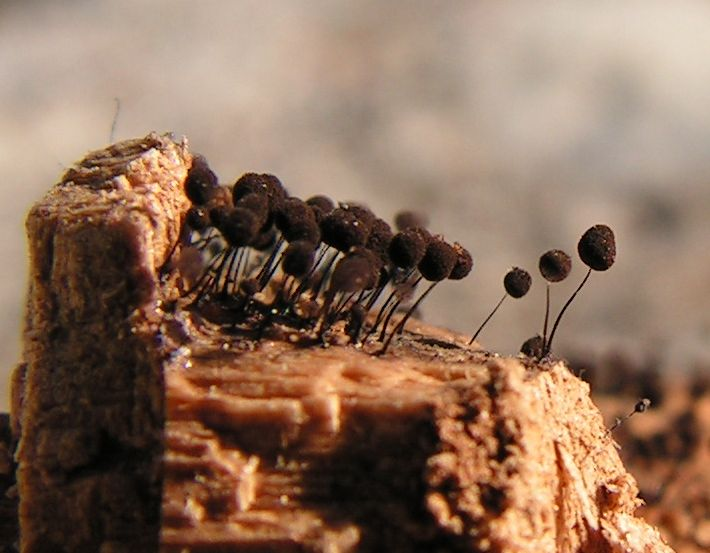
Sporulerende myxomyceet (sterk vergroot)

De slijmzwammen (Mycetozoa) zijn een groep eukaryote organismen, die zich voortplanten door middel van sporen. De positie van de groep is sterk aan verandering onderhevig en staat nog ter discussie. Voorheen werden ze tot het rijk schimmels, in de supergroep Opisthokonta gerekend. Later werden ze vaak in de supergroep Amoebozoa geplaatst, maar er zijn ook auteurs die ze als een apart eukaryoot rijk, naast onder andere planten, dieren en schimmels, beschouwen.
Slijmzwammen komen veel voor, maar zijn meestal onopvallend. Een beperkt aantal soorten heeft een Nederlandse naam zoals heksenboter, gewone boomwrat en zilveren boomkussen.

## Habitat
De meerderheid van alle slijmzwamsoorten leeft terrestrisch, slechts van een paar soorten is een volledig ondergedoken levenswijze bekend. Er kunnen echter verschillende zogenaamde microhabitats worden onderscheiden, vooral boom-microhabitats. Het belangrijkste microhabitat is dood hout, daarnaast zijn de schors van levende bomen, verrottend plantmateriaal in de strooisellaag, bodems en dierlijke uitwerpselen van belang. Een zeldzame bijzondere vorm, vooral van tropische soorten, is de kolonisatie van levende bladeren van planten. Meestal komen slijmzwammen voor in open bossen (hakhoutbossen), maar zodra de basisvoorwaarden aanwezig zijn, zijn slijmzwammen ook te vinden op ongewone plaatsen, zoals in woestijnen (alleen al voor de Sonorawoestijn zijn 33 soorten bekend), in het smeltwater van alpiene gebieden en in regio's van bijzonder hoge breedtegraden.

## Ecologie
De meeste slijmzwammen komen wereldwijd voor, maar ze komen veel frequenter voor in gematigde streken en met een grotere soortenrijkdom dan in de subtropen en tropen.
Als oorzaken van de lagere frequentie in de tropen worden genoemd: de schaarste aan licht in de daar aanwezige bossen (wat de positieve fototaxis beïnvloedt), windstilte (die nadelig is voor de verspreiding van sporen), luchtvochtigheden die schimmelgroei bevorderen, zeer zure bodems, een verscheidenheid aan natuurlijke vijanden en frequente, zeer hevige regenbuien die de cellen kunnen wegspoelen of vernietigen.

## Taxonomie
Slijmzwammen werden in het verleden ingedeeld bij de Fungi op grond van morfologische kenmerken. Sinds het mogelijk is om met behulp van DNA de verwantschappen tussen organismen te onderzoeken, is duidelijk geworden dat slijmzwammen en schimmels geen directe gemeenschappelijke voorouder hebben. De morfologische overeenkomsten berusten op analogie. Een belangrijk verschil tussen slijmzwammen en schimmels is de celwand: de celwanden van schimmels bestaan uit chitine, die van slijmzwammen niet.
De slijmzwammen worden onderverdeeld in drie subgroepen. Zolang de positie van de groep onduidelijk is hebben die subgroepen geen rang. Er worden verschillende namen gebruikt als gevolg van verschillende (soms verouderde) inzichten over de fylogenetische positie. Zo worden de plasmodiale slijmzwammen aangeduid met de naam 'Myxomycota' als die groep als een apart rijk wordt beschouwd, en met de naam 'Myxogastria' wanneer ze als klasse worden beschouwd.

### Plasmodiale slijmzwammen
De plasmodiale slijmzwammen (Myxomycota of Myxogastria) bestaan uit cellen die zijn samengevoegd tot een kruipend plasmodium. Het geheel kan eruitzien als een klodder slijm en zich gedragen als een grote amoebe met vele celkernen. Er is een soort die op deze manier 80 centimeter groot kan worden. 
Voor de voortplanting vormt het plasmodium een beschermend vlies waarop sporenlichamen groeien. De sporen verspreiden zich, en daaruit ontstaan eencellige organismen, die weer uit kunnen groeien tot een plasmodium.

### Cellulaire slijmzwammen
Bij de cellulaire slijmzwammen (Acrasiomycota of Dictyostelia) klonteren de cellen wel samen, maar blijven individueel herkenbaar. Ze worden taxonomisch ondergebracht in Protostelidae, Acrasidae en Dictyostelidae

### Waterslijmzwammen
Waterslijmzwammen (Hydromyxomycetes) leven in zout water als parasiet of epifyt op wieren. Over de waterslijmzwammen is weinig bekend.

## Vergelijking tussen slijmzwammen en schimmels
|                  | Slijmzwammen | Schimmels                                                |
| ---------------- | --- | -------------------------------------------------------- |
| Vegetatieve fase | - amoeboïd, er zijn nooit hyfen - assimilatieplasmodia: de plasmodia zullen enkel voedsel opnemen en hebben geen celwanden | - hyfen - vorming van mycelia; de hyfen hebben celwanden |
| Voeding          | - fagocytose | - chylotrofie                                            |